# Janne Saksela
Janne Saksela, né le 14 mai 1993 à Vantaa, est un footballeur international finlandais évoluant au poste d'arrière droit.

## Biographie

### En club
Natif de Vantaa dans le sud de la Finlande, il réalise ses débuts dans le club de sa ville, le PK-35 Vantaa. Il est ensuite transféré au HJK Helsinki puis au JJK Jyväskylän mais n'obtient pas beaucoup de temps de jeu. 
Janne s'engage en 2014 avec le RoPS Rovaniemi, où il devient rapidement un joueur clé. Avec cette équipe, il participe à la Ligue Europa. Lors de cette compétition, il inscrit un but en date du 30 juin 2016, contre le club irlandais des Shamrock Rovers.

### Équipe de Finlande
Le 10 février 2016, il est sélectionné pour la première fois en équipe de Finlande, lors d'un match amical contre la Suède (défaite 3-0).